# Bâtiment du vieux lycée de Prokuplje
Le batiment du vieux lycée de Prokuplje (en serbe cyrillique : Зграда Старе гимназије у Прокупљу ; en serbe latin : Zgrada Stare gimnazije u Prokuplju) se trouve à Prokuplje et dans le district de Toplica, en Serbie. Il est inscrit sur la liste des monuments culturels protégés de la république de Serbie (identifiant no SK 1935),,.

## Présentation
Le bâtiment, situé 37 rue Ratka Pavlovića, a été construit à la fin des années 1890 à l'initiative du premier industriel de Prokuplje et président de la municipalité, Stojan Dančević, selon le projet des architectes Dušan Živanović (1853-1937) et Dragutin Đorđević (1866-1933),. Il a été conçu dans l'esprit de l'éclectisme,.
Il est constitué d'un rez-de-chaussée et d'un premier étage. La façade principale s'organise symétriquement autour d'un portail d'entrée en plein cintre, tandis que les parties latérales se terminent par des avancées couronnées d'un attique,.